# Gwiazdy polskiej muzyki lat 80. (album Lecha Janerki)
Gwiazdy polskiej muzyki lat 80. – album kompilacyjny Lecha Janerki wydany w 2007 roku jako dodatek do gazety. Zawiera 15 przebojów z lat 80. grupy Klaus Mitffoch oraz Lecha Janerki. Płyta pochodzi z kolekcji Dziennika i jest siedemnastą częścią cyklu „Gwiazdy polskiej muzyki lat 80.”.

## Spis utworów
Źródło:.
1. „Konstytucje” (muz. i sł. Lech Janerka) – 3:27
2. „Jezu, jak się cieszę” (muz. i sł. Lech Janerka) – 2:09
3. „Niewole” (muz. i sł. Lech Janerka) – 3:44
4. „Ta zabawa nie jest dla dziewczynek” (muz. i sł. Lech Janerka) – 6:17
5. „Śmielej” (muz. i sł. Lech Janerka) – 3:24
6. „Ogniowe strzelby” (muz. i sł. Lech Janerka) – 2:48
7. „Lola (chce zmieniać świat)” (muz. i sł. Lech Janerka) – 2:52
8. „Historia podwodna” (muz. i sł. Lech Janerka) – 5:32
9. „Nad ranem śmierć się śmieje” (muz. i sł. Lech Janerka) – 2:06
10. „O głowie” (muz. Krzysztof Pociecha – sł. Lech Janerka) – 2:21
11. „Dla twojej głowy komfort” (muz. Lech Janerka, Wiesław Mrozik, Krzysztof Pociecha, Marek Puchała – sł. Lech Janerka) – 3:35
12. „Tryki na start” (muz. i sł. Lech Janerka) – 4:24
13. „Reformator” (muz. i sł. Lech Janerka) – 3:43
14. „Jest jak w niebie” (muz. i sł. Lech Janerka) – 4:32
15. „Strzeż się tych miejsc” (muz. Lech Janerka – sł. Bożena Janerka) – 5:15